# Hemmingford (kanton)
Hemmingford är en kommun av typen kanton (municipalité de canton) i den kanadensiska provinsen Québec. Den ligger i regionen Montérégie, i den sydöstra delen av landet, 170 km öster om huvudstaden Ottawa.
Kommunen är officiellt tvåspråkig (franska och engelska), med 65 % fransktalande och 33 % engelsktalande (modersmålstalare) vid folkräkningen 2021.